# Semprefreski
I Semprefreski sono stati un gruppo musicale Hardcore punk siciliano, in attività a Palermo dalla metà degli anni novanta fino al 2002.

## Componenti
Il nucleo centrale del gruppo è composto da: 
- Paolo Ciaccio alias Ciaccio - voce
- Stefano Lumetta alias Stefanino - chitarra
- Bizio Rizzo alias Bizio - chitarra
- Marco Sannino - basso
- Claudio Mangiapane alias Pallino - batteria

## Discografia
- We will destroy your town 7" 1997
- Cercasi un mondo punk rock, (1999)
- Marco goes to college 7", (2000)
- Ci vediamo all'inferno, (2001)